# Kalle Ankas guldgruva
Kalle Ankas guldgruva (engelska: Donald's Gold Mine) är en amerikansk animerad kortfilm med Kalle Anka från 1942.

## Handling
Kalle Anka och hans åsna gräver efter guld i en gruva. För det mesta får han dock inte guld, utan istället en massa stenar. Inte heller blir det bättre av att åsnan hela tiden retar upp Kalle.

## Om filmen
Filmen hade svensk premiär den 13 december 1943 på Sture-Teatern i Stockholm och ingick i kortfilmsprogrammet Kalle Anka på nya upptåg tillsammans med sju kortfilmer till; Pluto bland vilda djur, Far och flyg (ej Disney), Pluto knäcker nötter, Jan Långben lär sig simma, Kalle Anka lär sig flyga, Med kung Vinter på semester (ej Disney) och Kalle Anka som batterist.

## Rollista
- Clarence Nash – Kalle Anka[8]